# CNN Newsroom (CNN International)
CNN Newsroom is het basisnieuwsbulletin van CNN International. In 30 of 60 minuten wordt de kijker op de hoogte gebracht van het laatste nieuws. CNN Newsroom wordt dagelijks uitgezonden op meerdere tijdstippen. George Howell, Natalie Allen, Lynda Kinkade, John Vause, Max Foster en Rosemary Church zijn bekende presentatoren. 
Op de Amerikaanse versie van CNN wordt CNN Newsroom ook uitgezonden. In de ochtend presenteren Jim Sciutto en Poppy Harlow tussen 09 en 11 uur. Brooke Baldwin presenteert tussen 14 en 16 uur. In de weekenden nemen Fredricka Whitfield en Ana Cabrera de honneurs waar. 